# Kobenz
Kobenz osztrák mezőváros Stájerország Mura-völgyi járásában. 2017 januárjában 1834 lakosa volt.

## Elhelyezkedése

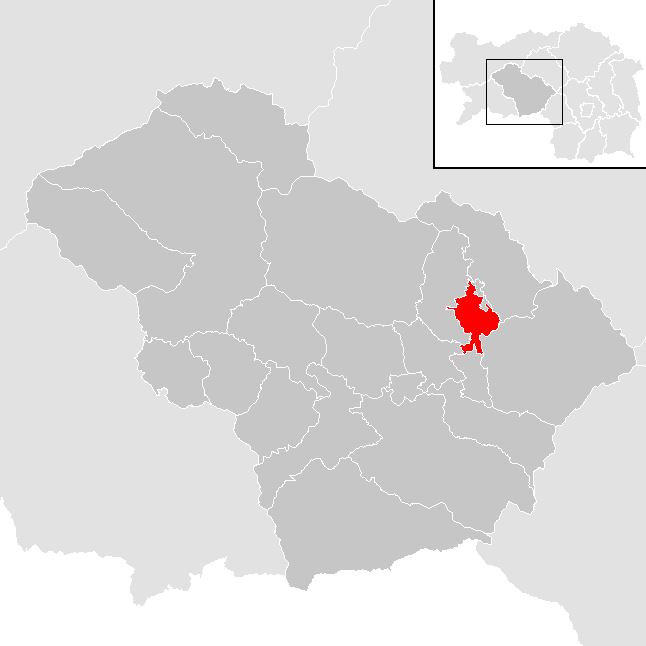
Kobenz a Mura-völgyi járásban

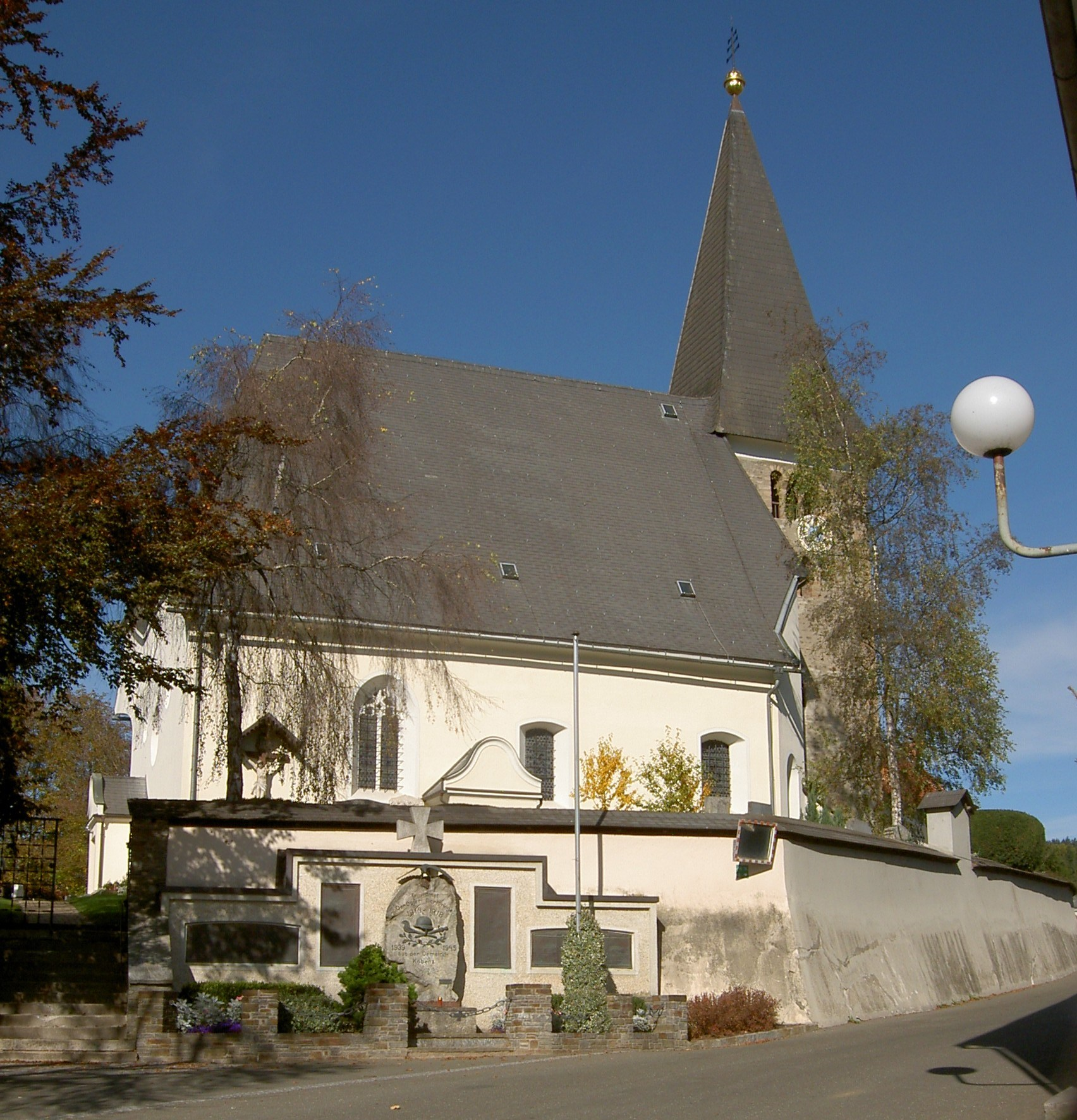
A Szt. Rupert-plébániatemplom

Kobenz Felső-Stájerországban fekszik, az Alacsony-Tauern hegységrendszer legkeletibb hegyei, a Seckaui-Tauern (vagy Seckaui-Alpok) lábánál, a Murától északra. Az önkormányzathoz 3 katasztrális községben (Farrach, Kobenz, Raßnitz) 7 település tartozik: Hautzenbichl (337 lakos), Kobenz (629), Neuhautzenbichl (217), Oberfarrach (94), Raßnitz (237), Reifersdorf (123), Unterfarrach (202).
A környező önkormányzatok: északkeletre Sankt Marein-Feistritz, délkeletre Sankt Margarethen bei Knittelfeld, délre Knittelfeld, délnyugatra Spielberg, északnyugatra Seckau. 

## Története
Kobenz neve (ad Chumbenzam) először 860-ban szerepel Német Lajos király egyik oklevelében.
1151-ben I. Eberhard salzburgi érsek a seckaui apátságnak adományozta a falut.
2007-ben a község mezővárosi státuszt kapott (Kobenz lett Stájerország 125. mezővárosa). 

## Lakosság
A kobenzi önkormányzat területén 2017 januárjában 1834 fő élt. A lakosságszám 1991 óta (akkor 1577 fő) növekvő tendenciát mutatott, de az utóbbi években stagnálni látszik. 2015-ben a helybeliek 97,1%-a volt osztrák állampolgár; a külföldiek közül 0,5% a régi (2004 előtti), 1,6% az új EU-tagállamokból érkezett. 2001-ben a lakosok 85,4%-a római katolikusnak, 2,4% evangélikusnak, 8,8% pedig felekezet nélkülinek vallotta magát. Ugyanekkor egy magyar élt a községben.

## Látnivalók
- a mezőgazdasági múzeum

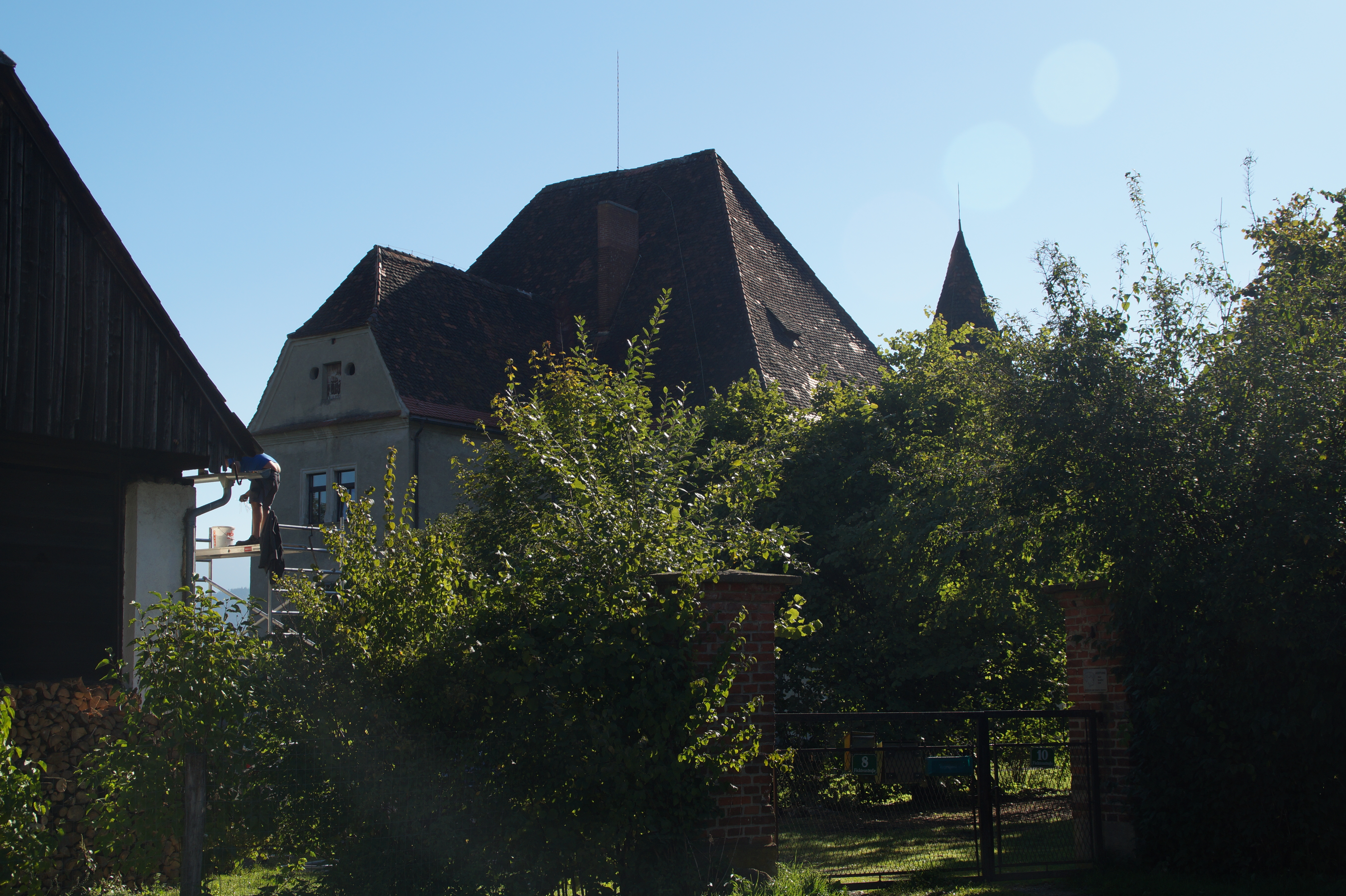
A hautzenbichli kastély

- a Szt. Rupert-plébániatemplomot először 860-ban említik, így egyike Stájerország legrégebbi templomainak
- az 1588-ra datált plébánia
- a 16. századi Szt. Kálmán-templom
- a hautzenbichli kastély. Hautzenbichl várát először 1086-ban említik, mint Adalbero stájer őrgróf tulajdonát. Ő a salzburgi érsekségnek adományozta, tőle pedig 1160-ban a seckaui apátsághoz került. Valamikor 1540-1542 között az apátságot szolgáló Joachim Muererre bízták, aki reneszánsz stílusban átépítette. 1782-ben II. József bezáratta a kolostorokat, a kastély pedig az állami egyházalap tulajdonába került. Ezután több kézen keresztül a Vetter von der Lilie grófoké lett. Mai tulajdonosa Maria Pranckh (született Vetter von der Lilie grófnő), aki a melléképületekben kutyákat tenyészt.

## Fordítás
- Ez a szócikk részben vagy egészben  a   Kobenz című német Wikipédia-szócikk ezen változatának fordításán alapul.  Az eredeti cikk szerkesztőit annak laptörténete sorolja fel. Ez a jelzés csupán a megfogalmazás eredetét és a szerzői jogokat jelzi, nem szolgál a cikkben szereplő információk forrásmegjelöléseként.